# Die Richterin (Novelle)
Die Richterin ist eine Novelle von Conrad Ferdinand Meyer und wurde 1885 veröffentlicht.

## Inhalt
Graciosus (Gnadenreich) ist im Auftrag von Judicatrix Stemma, der Richterin, nach Rom gekommen um Kaiser Karl den Großen um Hilfe im Kampf gegen die Langobarden zu bitten. Er soll auch den Stiefsohn der Richterin, Wulfrin Wulf, nach Rätien holen, weil sich Stemma für den plötzlichen Tod seines Vaters, Comes Wulf, rechtfertigen will. Wulfrin macht sich auf den Weg nach Rätien, gerät aber in einen Hinterhalt der Langobarden. Palma, die Tochter der Richterin, kauft Wulfrin, ohne zu zögern, frei, weil sie sich so auf seine Ankunft freut.
Die Richterin empfängt Wulfrin auf ihrer Burg Malmort. Er soll sie verurteilen oder freisprechen vom Tod seines Vaters. Wulfrin ist überzeugt von ihrer Unschuld und spricht Stemma vor dem versammelten Volk frei. Damit ist diese Angelegenheit scheinbar für die Richterin erledigt. Sie nimmt Wulfrin das Hifthorn, das er von seinem Vater geerbt hat, ab und schleudert es in den Abgrund.
Die Richterin hat noch eine zweite Aufgabe für Wulfrin: Er soll Palma mit dem Bischofsneffen Gnadenreich verloben. Für diesen Zweck geht das Geschwisterpaar auf eine Wanderung nach Pratum, wo Gnadenreich wohnt. Unterwegs küsst Palma ihren (vermeintlichen) Bruder, was ihn erschaudern lässt.
Palma hat sich in Wulfrin verliebt und will ihn am liebsten heiraten; da dies aber einem Inzest gleich käme, wird sie Gnadenreich nehmen. Beim Abendessen auf Pratum kommt es zu einem Streit. Wulfrin schickt Palma sofort nach Hause. In einer Schlucht schleudert er seine geliebte Schwester an einen Felsen und liefert die Leblose bei der Richterin ab. Wulfrin will, dass Stemma ihn wegen sündiger Geschwisterliebe verurteilt; er will erst am Gerichtstag mit Kaiser Karl nach Malmort zurückkommen.
In der Nacht begegnet Wulfrin dem Hirtenjungen Gabriel. Der hat Wulfrins Erbe, das Hifthorn, beim Fischen gefunden. Wulfrin bläst hinein und folgt Gabriel hinauf nach Malmort. Er versucht mit seinem Vater am Grab zu reden. Er stößt noch einmal in das Horn und verschwindet wieder.
Stemma ist durch den Ton, den sie vernichtet zu haben glaubte, aufgeschreckt worden. Sie stürzt zornig zum Grab ihres Mannes und spricht zu ihm über seinen Tod.
Vor 16 Jahren heiratete Stemma gezwungenermaßen den Freund ihres Vaters, Comes Wulf. Sie hatte aber einen Liebhaber namens Peregrin und wurde von ihm schwanger. Der Judex, ihr Vater, erwischte und tötete diesen. Später wurde er selbst erschlagen. Bei der Rückkehr Comes’ vom Rachezug gegen den Mörder seines Schwiegervaters bot die Richterin ihrem Ehemann den Wulfenbecher an, in den sie ein Gift gemischt hatte. Nachdem Comes daraus getrunken hatte, starb er sofort. Stemma schützte ein Gegengift.
Palma ist ihrer Mutter nachgeschlichen, hat alles mitbekommen und ist somit zur Zeugin geworden. Am Gerichtstag gesteht die Richterin nunmehr ihre Tat vor dem Volk und dem Kaiser. Wulfrin ist nicht der Bruder von Palma und damit unschuldig. Die Richterin holt ein Fläschchen mit Gift hervor, trinkt es und stirbt.
Der Kaiser will wissen, was jetzt mit Palma geschieht. Wulfrin soll mit ihm in den Krieg ziehen, und wenn er danach zurückkommt, wird er Palma heiraten.

## Entstehungsgeschichte
Es handelt sich um ein Spätwerk des Dichters.
Meyer hielt sich in den Sommerferien häufig in Graubünden auf. 1866 war er mit seiner Schwester Betsy in Thusis. Er ließ sich von der Natur inspirieren; so wurde die beeindruckende Burg Hohen Rätien in seiner Novelle zur Burg Malmort. Die malerische Umgebung wurde zur Grundlage für die romantische Liebe zwischen Palma und Wulfrin.
Erste Entwürfe zur Richterin entstanden in den Jahren 1881 bis 1883. Ursprünglich plante Meyer sein Werk Magna peccatrix (Die große Sünderin) zu nennen und es sollte am Hof des Kaisers Friedrich II in Sizilien spielen. Dann verlegte er es nach Rätien zur Zeit von Karl dem Großen und änderte den Titel. 1885 erschien Die Richterin in der Deutschen Rundschau.

## Interpretation

### Historischer Hintergrund
Die Novelle Die Richterin hat (wie viele Werke des Dichters) eine große historische Person als Hintergrund. Sie spielt zur Zeit unmittelbar nach der Kaiserkrönung Karls des Großen im Jahr 800. Karl der Große kämpfte als bedeutendster Herrscher des Mittelalters für Recht und Ordnung in seinem Reich. Mit dem Kampf gegen die Langobarden sorgte er auch in der Provinz Rätien wieder für Ruhe.
Meyer verlegte seine Jugenderlebnisse in historische Epochen, die gewisse Parallelen zur Gegenwart aufwiesen. Er sagte: „Am liebsten vertiefe ich mich in vergangene Zeiten, deren Irrthümer ich leise ironisiere und die mir erlauben, das Ewig-Menschliche künstlerischer zu behandeln, als die brutale Actualität zeitgenössischer Stoffe mir nicht gestatten würde.“ Er verwendet also die historischen Novelle, um seine Ansichten getarnt unterzubringen und um Abstand zum Leser zu gewinnen. Meyer geht es aber nicht um die Verbreitung von historischem Wissen, sondern um die Darstellung des Individuums in den politischen Verhältnissen seiner Zeit.

### Personen

#### Stemma
„Frau Stemma liebt das Richtschwert und befaßt sich gerne mit seltenen und verwickelten Fällen. Sie hat einen großen und stets beschäftigten Scharfsinn. Aus wenigen Punkten errät sie den Umriß einer Tat, und ihre feinen Finger enthüllen das Verborgene. Nicht daß auf ihrem Gebiete kein Verbrechen begangen würde, aber geleugnet wird keines, denn der Schuldige glaubt sie allwissend und fühlt sich von ihr durchschaut. Ihr Blick dringt durch Schutt und Mauern, und das Vergrabene ist nicht sicher vor ihr. Sie hat sich einen Ruhm erworben, daß fernher durch Briefe und Boten ihr Weistum gesucht wird.“ (S. 14f.)
So wird die Richterin in der Novelle von Gnadenreich beschrieben. Sie sorgt wie Karl der Große für Recht und Ordnung. Sie hat sich in ihren sechzehn Jahren im Amt den Ruf als gerechte und weise Richterin erarbeitet. Doch sie trägt das Geheimnis von ihrem Mord mit sich herum. Dadurch ist sie eine sehr widersprüchliche Person. Soll sie wegen Mordes verurteilt werden oder steht sie vielleicht ungerechtfertigt unter Mordverdacht?
Obwohl sie ihre Tat wohl nur deshalb gesteht, um Palma das Leben nicht unnötig schwer zu machen, beweist sie mit ihrem Geständnis, dass sie doch eine ehrliche und aufrichtige Person ist.

#### Wulfrin
Wulfrin ist der Sohn von Comes Wulf aus erster Ehe. Er lief mit sieben Jahren von zu Hause weg, weil seine Mutter von ihrem Mann misshandelt wurde. Er ging nach Rom um bei Kaiser Karl Höfling zu werden. Er ist ein treuer und mutiger Begleiter seines Kaisers geworden.
Die Liebe zu Palma ist für ihn das größte Glück in seinem Leben. Er ist eigentlich der wahre Held der Geschichte.

#### Palma
Palma ist die Tochter der Richterin und ihres Liebhabers Peregrin, was Palma aber nicht weiß, bis ihre Mutter ihr die Wahrheit sagt. Sie freut sich, dass sie ihren vermeintlichen Bruder endlich zu sehen bekommt. Sie verliebt sich sogar in ihn, was aber Angstgefühle bei ihr hervorruft.
Als sie erfährt, dass Wulfrin gar nicht ihr Bruder ist, ist sie anfangs geschockt, doch auch erleichtert, weil sie jetzt die Liebe zu ihm ausleben kann.

### Inzestmotiv
Inzest ist eine sexuelle Beziehung zwischen engsten Blutsverwandten.
Als Meyer in Zürich eine längere Zeit über mit seiner Schwester Betsy zusammenwohnt, kursierten angeblich Gerüchte, die von den beiden als Liebespaar erzählten. Meyer nahm zu diesen Gerüchten Stellung, indem er Die Richterin schrieb.
Anfangs sieht die Liebe von Wulfrin und Palma ganz nach einem Inzest aus, doch als bekannt wird, dass die beiden nicht verwandt sind, zerfällt die vermeintliche Sünde in sich selbst. Meyer wollte damit klarmachen, dass er und seine Schwester kein solches Verhältnis hatten.

## Sprache und Stil
Meyer benutzt einen locus terribilis, die Schlucht, um die Gefühle von Wulfrin zu beschreiben. Darum hat es wohl so viele Metaphern in jenem Textabschnitt. Auch an anderen Stellen wird die Natur in Beziehung zu den Gefühlen der Personen gesetzt.
Dinge wie das Hifthorn, der Wulfenbecher, und sprechende Namen wie Peregrinus, Palma novella, Malmort, und Naturphänomene erhalten die Funktion von Symbolen.
Meyer verwendet keine ausgefallene, aber doch eine poetisch malerische Sprache mit kunstvollen Ausschmückungen. Natürlich ist nicht das ganze Werk in gleicher Weise ausgeschmückt, doch einige Situationen sind sehr eindrucksvoll geschildert.
Der Text wird zusätzlich durch viele direkte Reden sehr abwechslungsreich.

## Ausgaben
- Maßgeblicher Text in Sämtliche Werke, historisch-kritische Ausgabe, besorgt von Hans Zeller und Alfred Zäch. Benteli, Bern 1958–1996
- Die Richterin. H. Haessel, Leipzig 1885, 136 Seiten
- Die Richterin. Reclam, Stuttgart 1990, ISBN 3-15-006952-1 (Universal-Bibliothek Nr. 6952)
- Conrad Ferdinand Meyer: Das Gesamtwerk – vollständig auf 5 MP3-CDs gelesen von Klauspeter Bungert. Bungert, Trier 2008, ISBN 978-3-00-024887-0.
- Die Richterin. Novelle 1885 (= Juristische Zeitgeschichte. Abteilung 6, Band 60). De Gruyter, Berlin 2022, ISBN 978-3-11-099630-2 (mit Kommentaren von Thomas Sprecher und Walter Zimorski).